# Conops archiconopsoides
Conops archiconopsoides är en tvåvingeart som beskrevs av Stuke 2008. Conops archiconopsoides ingår i släktet Conops och familjen stekelflugor.
Artens utbredningsområde är Sulawesi. Inga underarter finns listade i Catalogue of Life.